# Système juridique
Ne doit pas être confondu avec Ordre juridique.

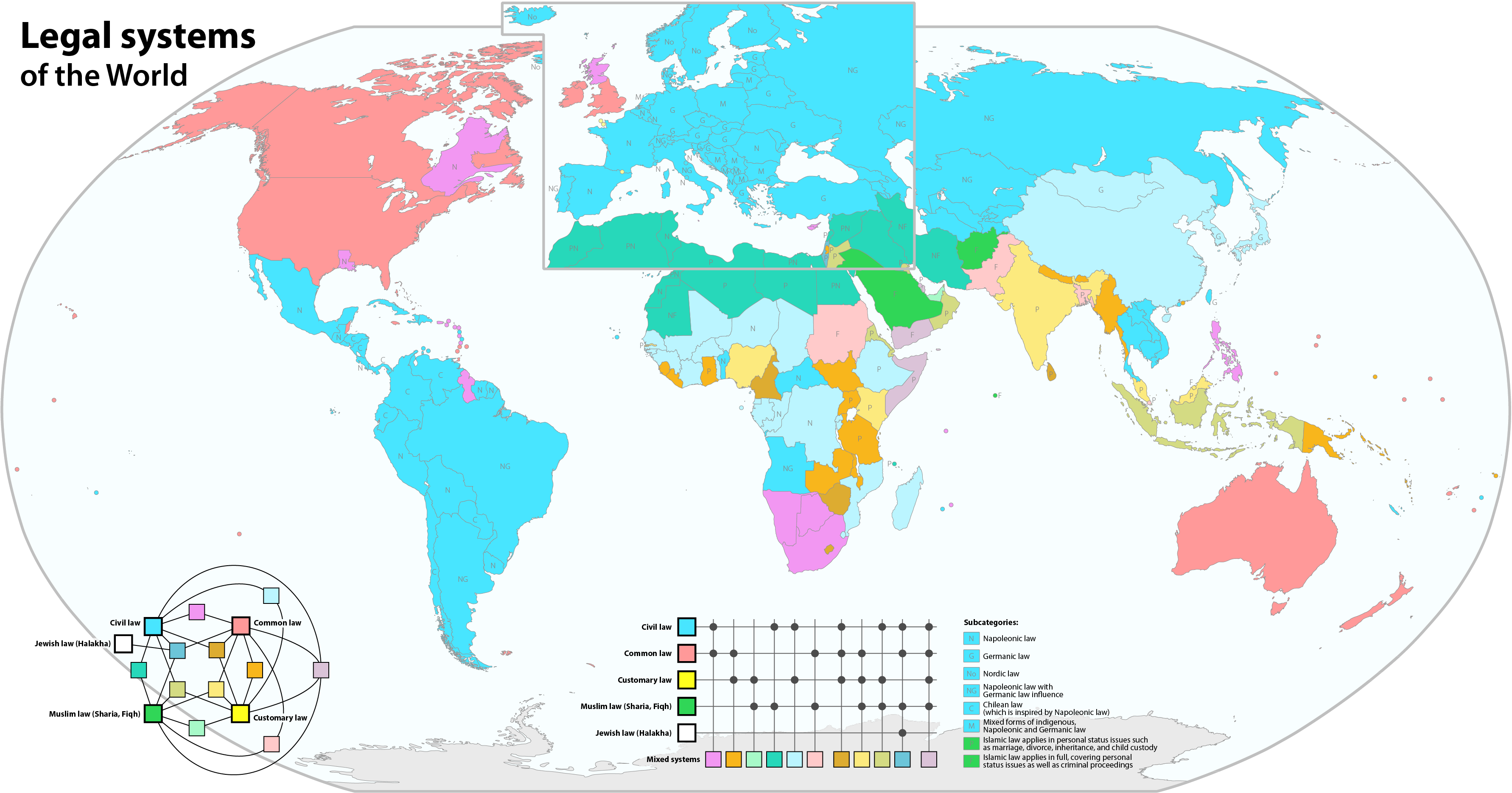
Les systèmes juridiques dans le monde, classifiés par Maximilian Dörrbecker en s'appuyant sur le projet Juriglobe de l'université d'Ottawa.

Le système juridique est une façon de classer les différents ordres juridiques en fonction de caractéristiques communes. Cette classification sert en général à des fins didactiques.
Les classifications se fondent en général sur une opposition entre droit romano-civiliste et common law. Elles ont évolué depuis leurs débuts au XXe siècle, mais sont aujourd'hui relativement déconsidérées parmi les spécialistes.

## Terminologie
Les expressions système, famille, Rechtskreise, modelli et esperienze sont généralement utilisés de manière indistincte pour faire références aux classifications des droits du monde. Le terme de système est parfois aussi utilisé pour désigner l'ordre juridique d'une nation seule. Le terme de famille est une image empruntée abusivement à la taxonomie de la biologie.
Les termes de tradition juridique et de culture juridique ont un sens différent, qui sort du contexte de la classification des droits.

## Fonctions actuelles
Les théories des systèmes juridiques sont des simplifications didactiques visant à aborder l’immense diversité des ordres juridiques dans le monde. Elles ne cherchent pas à refléter la réalité de manière empirique, mais de permettre à des praticiens de manier des arguments et de se repérer dans l'immense diversité des droits du monde. Elles servent aussi à la formation pédagogique au sein des études de droit.

## Historique
Les premières classifications sont celles d’Ernest Désiré Glasson en 1880, en fonction du degré perçu de différence avec sa vision d’un droit romain, de Hozumi Nobushige en 1884, et d´Adhémar Esmein à l’Exposition universelle de 1900. Ces innovations imaginent une application aux sociétés humaines de la taxonomie darwiniste, tout en se centrant sur le concept impérialiste de civilisation occidentale imaginée comme descendante de Rome, en incluant à la marge les mondes coloniaux à travers la caractérisation d’un « droit musulman » monolithique. Chez Georges Sauser-Hall en 1919, la classification des systèmes juridiques est explicitement raciste et évolutionniste, considérant par exemple que les nations du continent africain seraient « barbares ». Cette déconsidération des ordres juridiques catégorisés comme non-occidentaux est accompagnée de la poursuite de l’idéal d’un droit universel commun réunissant les « nations civilisées », au mépris des autres,.
L’opposition entre common law et droit civiliste, à la base de la vaste majorité des classifications, trouverait son origine dans les débats entre le Royaume-Uni et les États-Unis sur la codification du droit.
Le pic des tentatives de classification a été atteint dans la période après les Guerres mondiales, en Occident. Le but était alors, dans une perspective universaliste, de permettre une unification ou une convergence vers un système juridique unique, pan-occidental et soit global, soit européen, particulièrement dans le domaine du droit des contrats.

## Critiques
Outre les débats sur la pertinence des critères de telle ou telle classification, des auteurs affirment que l’idée d’une taxonomie des droits serait elle-même une impasse. Les principaux auteurs reconnaissent les problèmes mais tentent d’imaginer des classifications plus « dynamiques » ou « vivantes »,,.

### Arbitraire
Il y a très peu de consensus parmi les spécialistes sur les critères et le sens des classifications, ce qui crée beaucoup d'arbitraire. Une des critiques les plus importantes de l'arbitraire des classifications dans leur ensemble est qu'elles se concentrent démesurément sur le droit privé,.

### Eurocentrisme
Les classifications de systèmes juridiques relèguent en général à la périphérie les systèmes qu'elles catégorisent comme hybrides, et qui sont généralement les ex-colonies, ce qui constitue un eurocentrisme. Les biais épistémologiques qui découlent de cette perspective européenne conduiraient à un orientalisme juridique, qui exclurait des classifications les droits qui ne ressemblent pas aux us et coutumes occidentaux,. Selon Daniel Bonilla Maldonado, les classifications de systèmes juridiques du XXIe siècle reposent sur l'imaginaire du XXe siècle, et leur eurocentrisme découle de l'objectif d'unification juridique globale qui a animé les ex-empires coloniaux ; selon lui, le concept des systèmes juridiques, qui mettent les ordres juridiques occidentaux au centre comme modèles, a aujourd'hui comme effet principal de nourrir les projets de transplantation juridique des droits civilistes et anglo-saxons vers les droits dits religieux ou coutumiers, et d'interdire de concevoir une influence dans le sens inverse. Bonilla Maldonado argumente ainsi que les théories de classement des ordres juridiques en systèmes reprennent le schéma évolutionniste qui distingue les peuples barbares des peuples civilisés et qu'ils sous-entendent l'idée d'une mission civilisatrice occidentale.

### Simplisme
Un autre problème largement reconnu des classifications est leur propension à conduire à une occultation des complexités de chaque ordre juridique, pouvant produire des images simplifiées des cultures juridiques,.

## Classification
Avec la constitution du droit comparé comme discipline universitaire dans la seconde moitié du XXe siècle, de nombreuses classifications sont inventées, comme celles de René David.
Beaucoup de classifications sont aussi des généalogies, en utilisant l’image de la famille de droit impliquant que certains droits descendraient d’autres, par exemple les ordres juridiques des ex-colonies françaises présentés comme des enfants du Code Napoléon.

### Principales caractéristiques
|                      | Common law                                       | Droit romano-civiliste                            | Droit soviétique                           | Droit musulman                                     |
| -------------------- | ------------------------------------------------ | ------------------------------------------------- | ------------------------------------------ | -------------------------------------------------- |
| Autres noms          | Anglo-saxon, judge-made                          | Romano-germanique, civiliste, continental         | Communiste                                 | Système religieux                                  |
| Sources du droit     | Jurisprudence, loi, équité                       | Loi, jurisprudence, coutume                       | Loi, jurisprudence                         | Documents religieux sacrés                         |
| Avocats              | Contrôlent le prétoire                           | Les juges dominent les débats                     | Membres du parti                           | Rôle secondaire                                    |
| Compétence des juges | Anciens avocats pratiquant le droit              | Magistrat professionnel                           | Membres du parti                           | Ayant suivi un enseignement juridique et religieux |
| Degré d'indépendance | Fort                                             | Relatif, dépend du régime                         | Les tribunaux sont une extension de l'État | Limité                                             |
| Jury                 | Souvent valable lors du procès                   | Tribunaux mixtes dans les affaires très sérieuses | Souvent usé au plus bas niveau             | Interdit                                           |
| Exemples             | Australie, Royaume-Uni, Canada, États-Unis, Inde | France, Allemagne, Japon, Chine, Mexique, Turquie | Union soviétique                           | Arabie saoudite, Iran, Maroc                       |

### Famille du droit romano-civiliste

#### Droit romain
Le droit romain est un système juridique qui n'est plus appliqué aujourd'hui. Néanmoins, il inspirera le droit canonique et le droit romano-civiliste : c'est leur ancêtre commun.

#### Droit canonique
Le droit canonique ou droit canon est le droit de l'Église catholique romaine. Il tire son nom du grec canon qui signifie règle. Il est connu depuis la renaissance sous le nom de corpus iuris canonicis, dénomination qui s'oppose à corpus iuris civilis qui est la codification du droit romain qui a été terminée par Justinien.
Le droit canon est un ensemble juridique à part entière avec son droit civil, son droit pénal et son droit administratif. Les personnes soumises au droit canon étaient et sont toujours ses suppôts c’est-à-dire les clercs et religieux et toutes les personnes relevant des établissements religieux, les étudiants d'une université catholique.
À l'origine le droit canon pénal était toujours plus modéré que le droit canon laïc. L'Église en tant que mère des catholiques ne pouvait condamner qu'au pain d'amertume et à l'eau d'angoisse. L'expression l'habit ne fait pas le moine tire son origine dans cet état de droit : pour être jugés par un tribunal religieux, les délinquants mettaient un habit religieux. Plus tard l'Église voulant frapper sévèrement condamna pour relaps et crime de lèse-majesté divine et livra au bras séculier. Jeanne d'Arc est condamnée comme sorcière par l'Église et livrée au bras séculier (ici les Anglais) qui exécute la sanction.

Le droit canon a eu une influence considérable dans l'élaboration de la procédure pénale actuelle. Avant l'Inquisition, la procédure pénale est accusatoire. Il n'y a pas de ministère public qui va poursuivre seul de manière inquisitoire les infractions.
Il est aujourd'hui encore appliqué au Vatican, mais avait jusqu'au XVIIIe siècle une autorité sur tous les droits nationaux européens[réf. nécessaire].
- Vatican

#### Droit civiliste
Le droit civiliste est un système juridique qui puise ses origines dans le droit romain et comprend un système complet de règles, habituellement codifiées, qui sont appliquées et interprétées par des juges. Ces systèmes descendent en grande partie du mouvement de codification du XIXe siècle, durant lequel les plus importants codes sont élaborés (notamment le Code Napoléon et le Bürgerliches Gesetzbuch (BGB)). Dans ce système, les précédents judiciaires ont rarement force de loi, bien que les décisions des juges des instances supérieures influencent dans les faits celles des juges inférieurs. En théorie, ce sont donc les actes législatifs qui définissent les décisions judiciaires.
Le droit civiliste est traditionnellement subdivisé en trois groupes distincts :
1. Le droit romaniste, qui a cours en France, dans les pays du Benelux, en Italie, en Espagne, en Roumanie et dans les anciennes colonies de ces pays, en particulier toute l'Amérique latine ainsi que l'Afrique francophone, le Québec et la Louisiane ;
2. Le droit germanique : en Allemagne, en Autriche, en Suisse, en Hongrie, en Grèce, au Brésil, en Turquie, dans les pays slaves et baltes et dans certains pays d'Extrême-Orient (dont notamment le Japon) ;
3. Le droit scandinave, en application au Danemark, en Norvège, en Suède, en Finlande et en Islande.

- Albanie  (cf. droit albanais)
- Allemagne  (cf. droit allemand)
- Angola  (cf. droit angolais)
- Antilles néerlandaises
- Argentine  (cf. droit argentin)
- Arménie  (cf. droit arménien)
- Aruba
- Autriche  (cf. droit autrichien)
- Azerbaïdjan  (cf. droit azerbaïdjanais)
- Belgique  (cf. droit belge)
- Bénin  (cf. droit béninois)
- Biélorussie  (cf. droit biélorusse)
- Bolivie  (cf. droit bolivien)
- Bosnie-Herzégovine  (cf. droit bosnien)
- Brésil  (cf. droit brésilien)
- Bulgarie  (cf. droit bulgare)
- Cambodge  (cf. droit cambodgien)
- Cap-Vert  (cf. droit cap-verdien)
- République centrafricaine  (cf. droit centrafricain)
- Chili  (cf. droit chilien)
- Colombie  (cf. droit colombien)
- Corée du Sud  (cf. droit sud-coréen)
- Costa Rica  (cf. droit costa-ricain)
- Croatie  (cf. droit croate)
- Cuba  (cf. droit cubain)
- Danemark  (cf. droit danois)
- Salvador  (cf. droit salvadorien)
- Écosse  (cf. droit écossais)
- Équateur  (cf. droit équatorien)
- Espagne  (cf. droit espagnol)
- Estonie  (cf. droit estonien)
- Finlande  (cf. droit finlandais)
- France  (cf. droit français)
- Géorgie  (cf. droit géorgien)
- Grèce  (cf. droit grec) [27]
- Guatemala  (cf. droit guatémaltèque)
- Haïti  (cf. droit haïtien)
- Honduras  (cf. droit hondurien)
- Hongrie  (cf. droit hongrois)
- Islande  (cf. droit islandais)
- Italie  (cf. droit italien)
- Japon  (cf. droit japonais)
- Kazakhstan  (cf. droit kazakh)
- Kirghizistan  (cf. droit kirghize)
- Laos  (cf. droit lao)
- Lettonie  (cf. droit letton)
- Liechtenstein  (cf. droit liechtensteinois)
- Lituanie  (cf. droit lituanien)
- Louisiane  (cf. droit louisianais)
- Luxembourg  (cf. droit luxembourgeois)
- Madagascar (cf. droit malgache)
- Macédoine du Nord  (cf. droit macédonien)
- Mexique  (cf. droit mexicain)
- Moldavie  (cf. droit moldave)
- Monaco  (cf. droit monégasque)
- Mongolie  (cf. droit mongol)
- Monténégro  (cf. droit monténégrin)
- Nicaragua  (cf. droit nicaraguayen)
- Norvège  (cf. droit norvégien)
- Ouzbékistan  (cf. droit ouzbek)
- Panama  (cf. droit panaméen)
- Paraguay  (cf. droit paraguayen)
- Pays-Bas  (cf. droit néerlandais)
- Pérou  (cf. droit péruvien)
- Pologne  (cf. droit polonais)
- Portugal  (cf. Droit portugais)
- Québec (cf. Droit québécois)
- République dominicaine  (cf. droit dominicain)
- République tchèque  (cf. droit tchèque)
- Roumanie  (cf. droit roumain)
- Russie  (cf. droit russe)
- Saint-Marin  (cf. droit san-marinois)
- Serbie  (cf. droit serbe)
- Slovaquie  (cf. droit slovaque)
- Slovénie  (cf. droit slovène)
- Suède  (cf. droit suédois)
- Suisse  (cf. droit suisse)
- Suriname  (cf. droit surinamais)
- Syrie  (cf. droit syrien)
- Taïwan  (cf. droit taïwanais)
- Tadjikistan  (cf. droit tadjik)
- Turkménistan  (cf. droit turkmène)
- Turquie  (cf. droit turc)
- Ukraine  (cf. droit ukrainien)
- Uruguay  (cf. droit uruguayen)
- Venezuela  (cf. droit vénézuélien)
- Viêt Nam  (cf. droit vietnamien)

### Common law
De nombreux pays ont adopté le système juridique de Common law, qui s'est répandu principalement avec la colonisation aux XIXe et XXe siècles. C'est un droit d'essence jurisprudentielle, mettant en avant les décisions des cours et des tribunaux. Il est aujourd'hui appliqué dans certaines des anciennes colonies de l'Empire britannique, qui a véhiculé ce système juridique. Néanmoins, on assiste aujourd'hui à une codification de la common law, qui fusionne petit à petit ce système avec celui du droit civil.
- Angleterre (cf. droit anglais)
- Anguilla
- Australie  (cf. droit australien)
- Bahamas
- Barbade
- Belize
- Bermudes
- Bhoutan
- Canada (cf. droit canadien)
- États-Unis[28] Voir : Droit aux États-Unis)
- Îles Caïmans
- Dominique  (cf. droit dominiquais)
- Fidji  (cf. droit fidjien)
- Gibraltar
- Hong Kong
- Inde  (cf. droit indien) [29]
- Irlande  (cf. droit irlandais)
- Irlande du Nord  (cf. droit nord-irlandais)
- Jamaïque
- Kiribati  (cf. droit gilbertin)
- Îles Mariannes du Nord
- Îles Marshall  (cf. droit marshallais)
- Montserrat
- Nauru  (cf. droit nauruan)
- Nouvelle-Zélande  (cf. droit néo-zélandais)
- Palaos  (cf. droit paluan)
- Pakistan  (cf. droit pakistanais)
- Pays de Galles (cf. droit gallois)
- Royaume-Uni  (cf. droit britannique)
- Singapour
- Tonga  (cf. droit tongien)
- Trinité-et-Tobago
- Tuvalu  (cf. droit tuvaluan)

### Droit religieux

#### Droit musulman
Le statut personnel du droit musulman est, dans diverses mesures, en vigueur dans 52 États.
- Arabie saoudite
- Égypte (pour certains aspects, cf. droit égyptien)
- Inde  (cf. droit indien pour les sujets musulmans)
- Iran : Système judiciaire iranien
- Libye
- Maroc  (cf. droit marocain)
- Pakistan
- Soudan  (cf. droit soudanais)
- Mauritanie

#### Droit talmudique
- Israël  (cf. en partie le droit israélien)

### Système juridique mixte
Un système juridique mixte comprend plusieurs systèmes juridiques appliqués simultanément.

#### Bijuridisme: civiliste etcommon law
Ces pays ont un système bijuridique, civiliste et issu de la common law.
- Afrique du Sud  (cf. droit sud-africain)
- Botswana  (cf. droit botswanais)
- Canada (cf. droit canadien)
  -  Québec (cf. droit québécois)
- Chypre  (cf. droit chypriote)
- Écosse  (cf. droit écossais)
- Guyana
- Israël  (cf. droit israélien)
- Louisiane (Voir : droit louisianais)
- Malte  (cf. droit maltais)
- Namibie  (cf. droit namibien)
- Philippines  (cf. droit philippin)
- Porto Rico  (cf. droit puerto-ricain)
- Sainte-Lucie
- Seychelles  (cf. droit seychellois)
- Sri Lanka  (cf. droit sri-lankais)
- Thaïlande  (cf. droit thaïlandais)

#### Bijuridisme: civiliste et droit coutumier
Ces pays ont un système juridique à majorité civiliste, avec une forte minorité de droit coutumier.
- Burkina Faso  (cf. droit burkinabè)
- Burundi  (cf. droit burundais)
- Cameroun  (cf. droit camerounais)
- Chine  (cf. droit chinois)
- République du Congo  (cf. droit congolais (République du Congo))
- Corée du Nord  (cf. droit nord-coréen)
- Côte d'Ivoire  (cf. droit ivoirien)
- Éthiopie  (cf. droit éthiopien)
- Gabon  (cf. droit gabonais)
- Guinée  (cf. droit guinéen)
- Guinée équatoriale  (cf. droit équatoguinéen)
- Guinée-Bissau  (cf. droit bissau-guinéen)
- Indonésie (basé sur le droit civil néerlandais et l'Adat)
- Madagascar  (cf. droit malgache)
- Mali  (cf. droit malien)
- Niger  (cf. droit nigérien)
- République démocratique du Congo  (cf. droit congolais (République démocratique du Congo))
- Rwanda  (cf. droit rwandais)
- Sao Tomé-et-Principe  (cf. droit santoméen)
- Sénégal  (cf. droit sénégalais)
- Taïwan  (cf. droit taïwanais)
- Tchad  (cf. droit tchadien)
- Togo  (cf. droit togolais)

Seul Andorre a un droit complètement coutumier. La Mongolie, par ailleurs, a un droit à majorité coutumier, avec une minorité de droit civiliste.

#### Bijuridisme: civiliste et religieux
- Afghanistan  (cf. droit afghan)
- Algérie  (cf. droit algérien)
- Bahreïn  (cf. droit bahreïnien)
- Comores  (cf. droit comorien)
- Djibouti  (cf. droit djiboutien)
- Égypte  (cf. droit égyptien, basé sur le droit musulman et le droit français)
- Érythrée  (cf. droit érythréen)
- Jordanie  (cf. droit jordanien, basé sur le droit civil français et la Mecelle ottomane, le droit musulman est appliqué sur le droit familial)
- Maroc  (cf. droit marocain, basé sur le droit musulman et les droits civils français et espagnol)
- Mauritanie  (cf. droit mauritanien, basé sur le droit musulman et le droit civil français)
- Oman  (cf. droit omanais)
- Syrie  (cf. droit syrien, basé sur le droit musulman et le droit civil français)
- Vatican  (cf. droit vaticanais, basé sur le droit canonique et le droit civil italien)

#### Common lawet droits religieux
- Bangladesh
- Brunei
- Gambie  (cf. droit gambien)
- Inde  (cf. droit indien, basé sur la common law anglaise, des droits séparés s'appliquent sur les musulmans, chrétiens, et hindous excepté à Goa qui suit un droit civil basé sur le droit portugais)
- Malaisie (basé sur la common law anglaise, le droit appliqué aux musulmans est la charia)
- Nigeria  (cf. droit nigérian, la charia est appliquée dans certains États du nord)
- Pakistan  (cf. droit pakistanais, basé sur la common law anglaise et le droit islamique, des lois tribales dans les zones FATA)
- Qatar  (cf. droit qatari)

### Chapitres d'encyclopédie
- (en) Jaakko Husa, « Legal families », dans Elgar Encyclopedia of Comparative Law, Edward Elgar Publishing Limited, 28 décembre 2023, 443–452 p. (ISBN 978-1-83910-560-9)
- (en) Mathias Reimann, « 4. Comparative Law, An Overview of the Discipline », dans International Encyclopedia of Comparative Law Online, vol. II, Brill, 3 octobre 2020

### Autres
- René David, Camille Jauffret-Spinosi et Marie Goré, Les grands systèmes de droit contemporains, 12e éd., Paris, Dalloz, 2016.
- Michel Fromont et Thomas Perroud, Grands systèmes de droit étrangers, 9e éd., Courbevoie, Lefebvre Dalloz / Dalloz, 2023.
- Catherine Haguenau-Moizard, Introduction au droit comparé, Paris, Dalloz, coll. « Séquences », 2018 (ISBN 978-2-247-18598-6, url=https://bibliotheque.lefebvre-dalloz.fr/secure/isbn/9782247185009)
- Stefan Goltzberg, « Chapitre II. Origine et développement du comparatisme », dans Le droit comparé, Paris, PUF, coll. « Que sais-je ? », 2018, 35–64 p. (ISBN 978-2-13-080011-8, lire en ligne)
- Thierry Rambaud, « Chapitre II. Des choix méthodologiques », dans Introduction au droit comparé, Paris, PUF, coll. « Quadrige », 2014, 31–51 p. (ISBN 978-2-13-062455-4, lire en ligne)
- Roland Séroussi, Introduction au droit comparé, 3e éd., Paris, Dunod, 2009.
- Victor Dan Zlatescu, « Quelques aspects méthodologiques de la comparaison des droits », Revue internationale de droit comparé, vol. 35, no 3,‎ 1983, p. 559–566 (DOI 10.3406/ridc.1983.4103, lire en ligne, consulté le 13 novembre 2023)
- (de) Hein Kötz, « Rechtskreislehre – HWB-EuP 2009 », sur Handwörterbuch des Europäischen Privatrechts, 2009 (consulté le 13 novembre 2023)
- (de) Barbara Dölemeyer, « Rechtsräume, Rechtskreise », Europäische Geschichte Online,‎ 3 décembre 2010 (ISSN 2192-7405, lire en ligne, consulté le 13 novembre 2023)
- (en) Jaakko Husa, « The Future of Legal Families », dans Oxford Handbook Topics in Law, Oxford University Press, 2 mai 2016, 17 p. (ISBN 978-0-19-993535-2, lire en ligne)
- (en) George Mousourakis, « Legal traditions, legal cultures and families of law », dans Comparative law and legal traditions : historical and contemporary perspectives, Cham (Suisse), Springer, 2019, 131–167 p. (ISBN 978-3-030-28281-3, lire en ligne)
- (en) Daniel Bonilla Maldonado, « Comparative law as an autonomous discipline : legal taxonomies and families », dans Legal barbarians : identity, modern comparative law and the global south, Cambridge, Cambridge University Press, coll. « Cambridge Studies in International and Comparative Law », 2021, 100–132 p. (ISBN 978-1-108-83362-2, lire en ligne)